# Dom Morris
Dominic "Dom" Morris (Newark, Delaware, 7 de octubre de 1990) es un baloncestista estadounidense. Con 2,01 metros de estatura, juega en la posición de alero.

## Trayectoria deportiva

### Universidad
Jugó cuatro temporadas con los Terriers de la Universidad de Boston, en las que promedió 8,8 puntos y 5,7 rebotes por partido, En su primera temporada fue incluido en el mejor quinteto de rookies de la America East Conference, mientras que en 2013 lo fue en el tercer mejor quinteto de la conferencia.

### Profesional
Tras no ser elegido en el draft de la NBA de 2014, firmó su primer contrato profesional con el Maccabi Ra'anana de la Liga Leumit, la segunda división israelí, donde jugó una temporada en la que promedió 12,9 puntos y 6,4 rebotes por partido.
En agosto de 2015 fichó por el Kobrat de la Korisliiga de Finlandia. Allí jugó dos temporadas como titular indiscutible, promediando en la segunda de ellas 16,8 puntos y 7,3 rebotes por encuentro. Entre las dos temporadas logró catorce doble-dobles, seis en la primera y ocho en la segunda.
En agosto de 2017 fichó por el Étoile de Charleville-Mézières de la Pro B francesa, donde en su única temporada en el equipo promedió 15,6 puntos y 5,3 rebotes por encuentro.
La temporada siguiente fichó por el Limburg United de la Pro Basketball League belga, donde vio reducido su número de minutos en pista, promediando 9,3 puntos y 3,2 rebotes por partido. En julio de 2019 cambió de liga para fichar por el Union Neuchâtel Basket. Allí volvió a recuperar la titularidad, para promediar 10,8 puntos y 6,2 rebotes por encuentro.
En junio de 2020, y sin cambiar de liga, se comprometió por una temporada con el Fribourg Olympic.
En septiembre de 2022, firma por el San Martín de Corrientes de la Liga Nacional de Básquet argentina, donde jugaría hasta rescindir su contrato en el mes de diciembre del mismo año.